# Нородом Сиханук
Нородом Сиханук (кмер. នរោត្តម សីហនុ; 31. октобар 1922 — 15. октобар 2012) био је краљ Камбоџе од 1941. до 1955. и поново од 1993. до 2004. године када је добровољно абдицирао у корист свог сина Нородома Сихамонија.

## Биографија
Школовао се у Пном Пену и Сајгону (данас Хо Ши Мин Град). Након смрти његовог деде, постао је краљ Камбоџе 23. априла 1941. године. Током јапанске окупације настојао је да се не компромитује са преуском сарадњом са Јапанцима.
Током раних 1950-их увелико се залагао за то да Французи дају независност Камбоџи, Вијетнаму и Лаосу. Камбоџа је стекла независност 9. новембра 1953. године. Сиханук је 2. марта 1955. абдиковао у корист свог оца и преузео функцију премијера Камбоџе. Након очеве смрти 1960, Сиханук је поново постао владар земље, али са титулом принца.
Након почетка Вијетнамског рата, Сиханук је промовисао неутралност Камбоџе у региону. Ипак, од 1965. склопио је савез са Кином и Северним Вијетнамом, те је све чешће у говорима подупирао победу комунизма и маоизма у Индокини. Његово пријетељство са Кином завршило је почетком Културне револуције у Кини.
Док је Сиханук 1970. избивао из земље, премијер Лон Нол је извршио државни удар и прогласио Кмерску републику. Сиханук се након тога склонио у Пекинг и почео да пружа велику подршку маоистичким Црвеним Кмерима. Током свог егзила, Сиханук је углавном живео у Северној Кореји.
Доласком Црвених Кмера на власт у Камбоџи 1975, Сиханук се вратио у земљу, али је већ 1976. године присилно пензионисан. Након вијетнамске инвазије и свргавања Црвених Кмера крајем 1978, поздравио је њихов пад, али је критиковао инвазију Вијетнама на Камбоџу.
Након политичко-економски промена у Источном блоку, све стране су договориле примирје 1991. године. Сиханук се тада вратио у Камбоџу након тринаест година у егзилу. Године 1993. Камбоџа је проглашена монархијом, а он је поново постао краљ.
Године 2004. Сиханук је абдиковао у корист свог сина и отишао у добровољни егзил у Пјонгјанг (Северна Кореја), а касније у Пекинг. Као разлог абдиковања навео је слабо здравље.

## Занимљивости
Нородом Сиханук је велики љубитељ филма, музике и композитор песама на кмерском, француском и енглеском језику. Такође је био режисер неколико филмова и био један од првих државних вођа у свету који је отворио личну веб страницу.
У част преминулог краља, Влада је одлучила да највећи приморски град и луку Компонг Сом преименује у Сихануквил, одн. на кмерском Кронг Преа Сиханук што значи Град светог Сиханука.